# Claude Barma
Pour les articles homonymes, voir Barma.
Claude Barma est un réalisateur et scénariste français né le 3 novembre 1918 à Nice et mort le 30 août 1992 à Clichy.
Pionnier de la télévision française, il est le père de Catherine Barma, productrice de télévision, et d'Olivier Barma, réalisateur et producteur.

## Biographie
Fils d'Alfred Barma, directeur de casino, et de Simone Suchomel, Claude Barma suit des études d'ingénieur en électricité avant de se tourner vers la réalisation. Après quelques courts-métrages (Chambre 34 en 1945, Les Petites Annonces matrimoniales et Journal masculin en 1949), il entre à la Télévision française dont il devient rapidement un des principaux artisans, représentatif de l'École des Buttes-Chaumont. Le 24 février 1950, il réalise ainsi le premier direct en retransmettant la pièce de Marivaux Le Jeu de l'amour et du hasard jouée à la Comédie-Française. Il enchaîne dans la foulée avec le premier feuilleton de la télévision française, Agence Nostradamus, et le premier téléfilm, Les Joueurs.
En 1955, il met en scène des procès judiciaires scénarisés par Pierre Desgraupes et Pierre Dumayet (également producteurs) : En votre âme et conscience est une série originale en direct, conçue pour la dramaturgie du petit écran, se déroulant entièrement dans un tribunal d’où ne sort jamais la caméra.
Pour se préparer, Barma fréquente les palais de justice, ayant conscience de l’importance des facteurs émotionnels. Dès l'abord, Barma fait preuve d'un style qui deviendra sa marque de fabrique. Le cadrage essaie de s'approcher au plus près du réel par des gros plans fixes et par la quasi-absence de mouvements des personnages, compensée par une direction d'acteurs minutieuse.
En 1959, la dramatique télévisée Les Trois Mousquetaires, adaptée pour le direct, contribue à révéler dans le rôle de D’Artagnan un jeune acteur : Jean-Paul Belmondo, qui venait de tourner À bout de souffle et Classe tous risques (aucun des deux films n'étant encore sorti).
Il adapte par la suite trois pièces de Shakespeare : Macbeth en 1959, Hamlet en 1960 et Othello en 1962.
En 1963, Barma se voit confier des moyens considérables (et inhabituels pour l’époque) pour tourner Le Chevalier de Maison-Rouge, feuilleton en quatre épisodes considéré comme un « western romanesque de cape et d’épée »[réf. nécessaire].
En 1964, il réalise la célèbre série Belphégor ou le Fantôme du Louvre, effectuant un gros travail sur l’éclairage censé refléter la psychologie des personnages.
En 1967, Les Enquêtes du commissaire Maigret mettent en scène le personnage populaire créé par Georges Simenon. Claude Barma supervisera la série jusqu’en 1981.
En 1972, Les Rois maudits constituent un véritable événement télévisuel. La série est une adaptation de la fresque romanesque de Maurice Druon évoquant le destin de Robert d'Artois, qu'incarne Jean Piat, et sa lutte contre sa tante Mahaut d'Artois, jouée par Hélène Duc. Pour sa réalisation, Barma choisit une approche théâtrale et stylisée, avec relativement peu de décors ou de scènes extérieures. Grand succès lors de sa diffusion, la mini-série est aujourd'hui considéré comme un classique de la télévision française. 
En janvier 1975, Barma lance la carrière de Bernard Pivot en réalisant sa première émission, Ouvrez les guillemets, sous l'impulsion de Jacqueline Baudrier et Marcel Jullian.
Marié en premières noces en 1944, il épouse en secondes le 20 février 1965 Janine Kohler. Il a trois enfants : Catherine, Cécile et Olivier.
Claude Barma meurt en 1992. Il est inhumé à Ars-en-Ré (Charente-Maritime).

## Filmographie
Note : en tant que réalisateur sauf précisions.

### Cinéma
- 1945 : Chambre 34 (court-métrage)
- 1947 : Les Petites Annonces matrimoniales (court-métrage)
- 1951 : Journal masculin (court-métrage)
- 1951 : Le Dindon
- 1957 : Casino de Paris - en tant que scénariste
- 1959 : Croquemitoufle
- 1962 : Les Parisiennes, sketch Françoise - également scénariste

### Télévision
- 1950 : Agence Nostradamus
- 1953 : Madame Bovary
- 1955 : En votre âme et conscience, série de Pierre Desgraupes et Pierre Dumayet
- 1958 : Les Femmes des autres
- 1959 : La Marquise d'O
- 1959 : Les Trois Mousquetaires
- 1959 : Macbeth

- 1960 : Du côté de l'enfer - également scénariste
- 1960 : Cyrano de Bergerac
- 1962 : La Nuit des rois
- 1963 : L'inspecteur Leclerc enquête - également scénariste
- 1963 : Madame Sans-Gêne
- 1963 : Le Chevalier de Maison Rouge
- 1963 : Un coup dans l'aile

- 1964 : La Puissance et la Gloire
- 1965 : Ruy Blas
- 1965 : Belphégor ou le Fantôme du Louvre - également scénariste
- 1966 : Corsaires et Flibustiers
- 1967-1982 : Les Enquêtes du commissaire Maigret (45 épisodes) - également scénariste
- 1969 : D'Artagnan - également scénariste

- 1972 : La Tragédie de Vérone - également scénariste
- 1972 : Les Rois maudits
- 1973 : La Troupe du Roy (Hommage à Molière), mise en scène Paul-Émile Deiber, (Comédie-Française)
- 1973 : Roméo et Juliette
- 1977 : Dossiers : Danger immédiat - également scénariste
- 1978 : Emmenez-moi au théâtre : Pas d'orchidées pour miss Blandish

- 1980 : Les Liaisons dangereuses
- 1980 : Orient-Express - en tant que scénariste
- 1984 : Emmenez-moi au théâtre : Amphitryon 38
- 1985 : Hôtel de police - en tant que scénariste
- 1988 : Le Clan
- 1989 : Les Sirènes de minuit - en tant que scénariste
- 1989-1990 : Renseignements généraux

- 1990 : Coma dépassé - en tant que scénariste
- 1991 : Le Manège de Pauline - en tant que scénariste
- 1991 : Le Squale - en tant que scénariste

## Théâtre
Metteur en scène
- 1956 : Monsieur Masure de Claude Magnier, Comédie-Wagram
- 1960 : Un garçon d'honneur d'Antoine Blondin et Paul Guimard d'après Le Crime de Lord Arthur Saville d'Oscar Wilde, théâtre Marigny
- 1960 : Hamlet de William Shakespeare, Grand théâtre de la Cité de Carcassonne

## Récompenses et distinctions
- 1957 : Grand Prix de la télévision française